# Salmonia
Salmonia é um género botânico pertencente à família Polygalaceae.